# Ashraf Barhom
Ashraf Barhom (arabisch أشرف برهوم, DMG Ašraf Barhūm, hebräisch אשרף ברהום, auch Ashraf Barhoum und Ashraf Barhum, * 1979 in Maʿalot-Tarschiha, Israel) ist ein Schauspieler, bekannt für seine Rollen in Paradise Now, Operation: Kingdom und Tyrant.

## Leben
Barhom wurde im Dorf Tarshiha in der Region Galiläa im Norden Israels geboren. Schon vor seiner Studentenzeit an der Universität Haifa spielte er in Theaterstücken an seinen Schulen mit, in Haifa erlangte er den Bachelor of Arts in „Theatre and Arts“ (deutsch: Theater und Kunst). Über seine Zeit an der Universität sagte er:

„I expressed myself through hyperactivity and disruption. I wanted to play rather than study.“

„Ich drückte mich selbst durch Hyperaktivität und Zerrissenheit aus. Ich wollte lieber spielen, als studieren.“

Zum kulturellen Konflikt zwischen der arabischen Welt und der westlichen äußerte er sich 2007 anlässlich seines Mitwirkens an Operation:Kingdom:

„When we attach ourselves to national identities, then we enter into a cycle of conflict. I didn’t choose where I was born or who to be or what people would call me. I’m a hybrid, from a cultural perspective, but I don’t think in these terms. I’m more simple than that. I’m a mammal who will live 70 years more or less, who believes in God and likes his life.“

„Wenn wir uns selbst an nationale Identitäten knüpfen, dann betreten wir einen Kreis an Konflikten. Ich selbst habe nicht gewählt, wo ich geboren oder wer ich geworden bin oder wie Leute mich nennen. Ich bin ein Hybrid, aus einer kulturellen Perspektive, aber ich denke nicht in diesen Begriffen. Ich bin eher einfacher, als das. Ich bin ein Säugetier, das 70 Jahre leben wird, mehr oder weniger, das an Gott glaubt und das sein Leben mag.“

## Filmografie (Auswahl)
Filme
- 2004: Die syrische Braut (Ha-Kala Ha-Surit)
- 2005: Paradise Now (al-Dschanna al-ān)
- 2007: Operation: Kingdom (The Kingdom)
- 2009: Agora – Die Säulen des Himmels (Agora)
- 2009: Lebanon
- 2010: Kampf der Titanen (Clash of the Titans)
- 2012: Zaytoun – Geborene Feinde, echte Freunde (Zaytoun)
- 2014: 300: Rise of an Empire

Serien
- 2013: By Any Means
- 2014–2016: Tyrant